# مرغ دوزنده معمولی
مرغ دوزنده معمولی (نام علمی: Orthotomus sutorius) نام یک گونه از سرده مرغ دوزنده است.

## نگارخانه

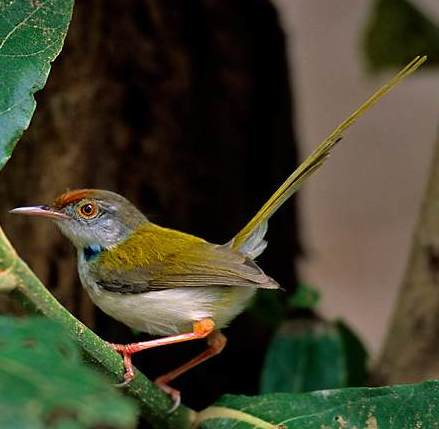
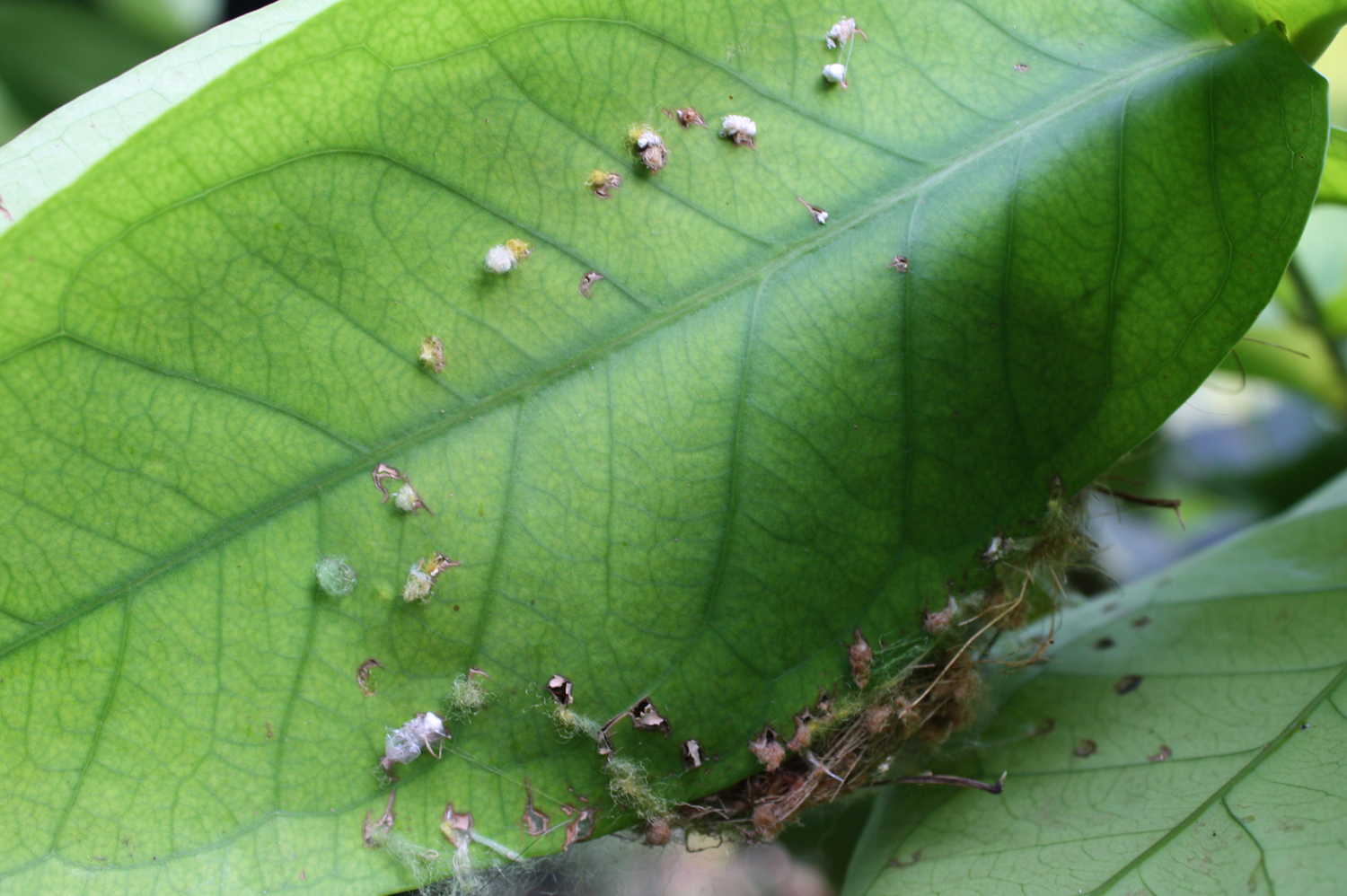
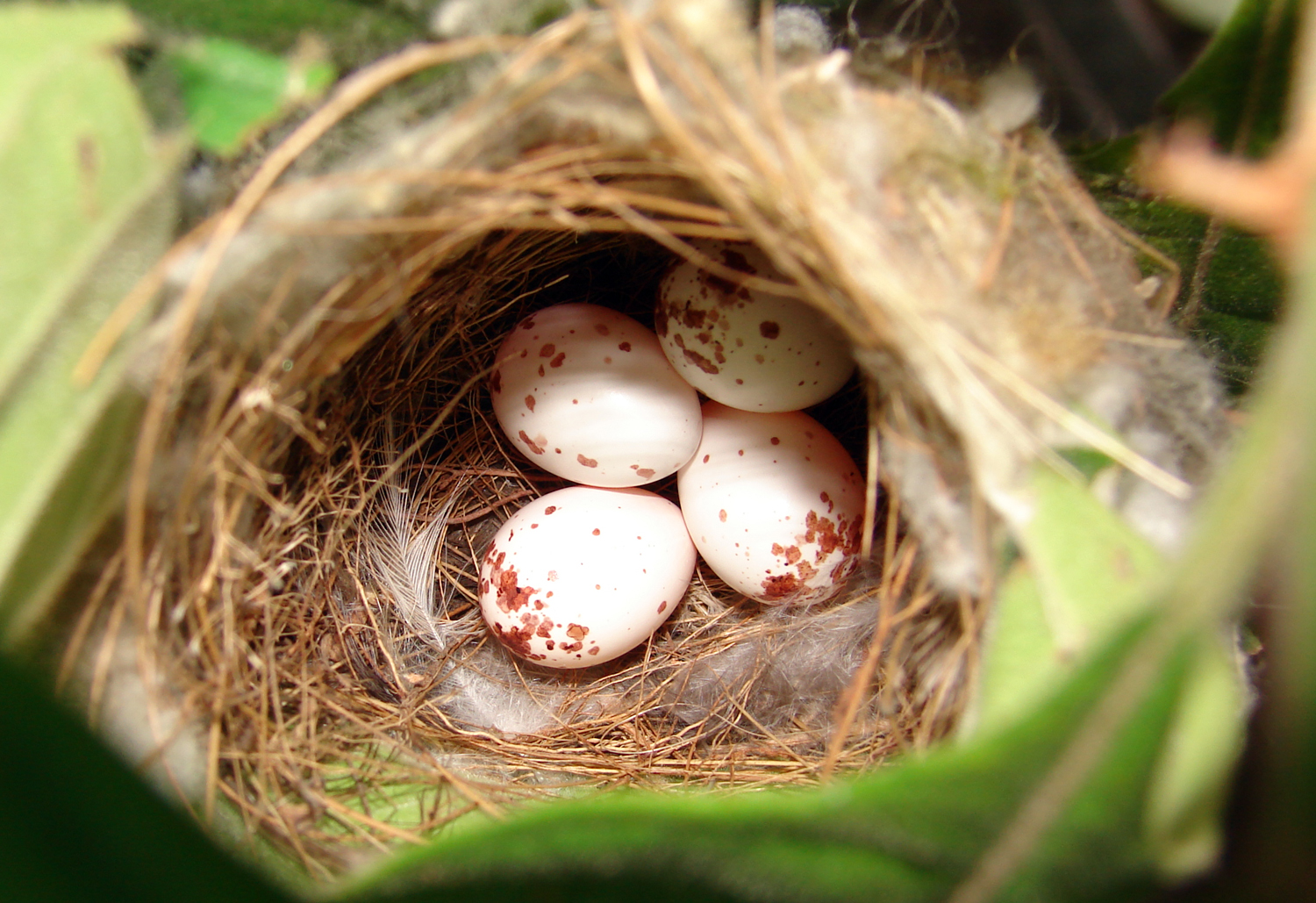
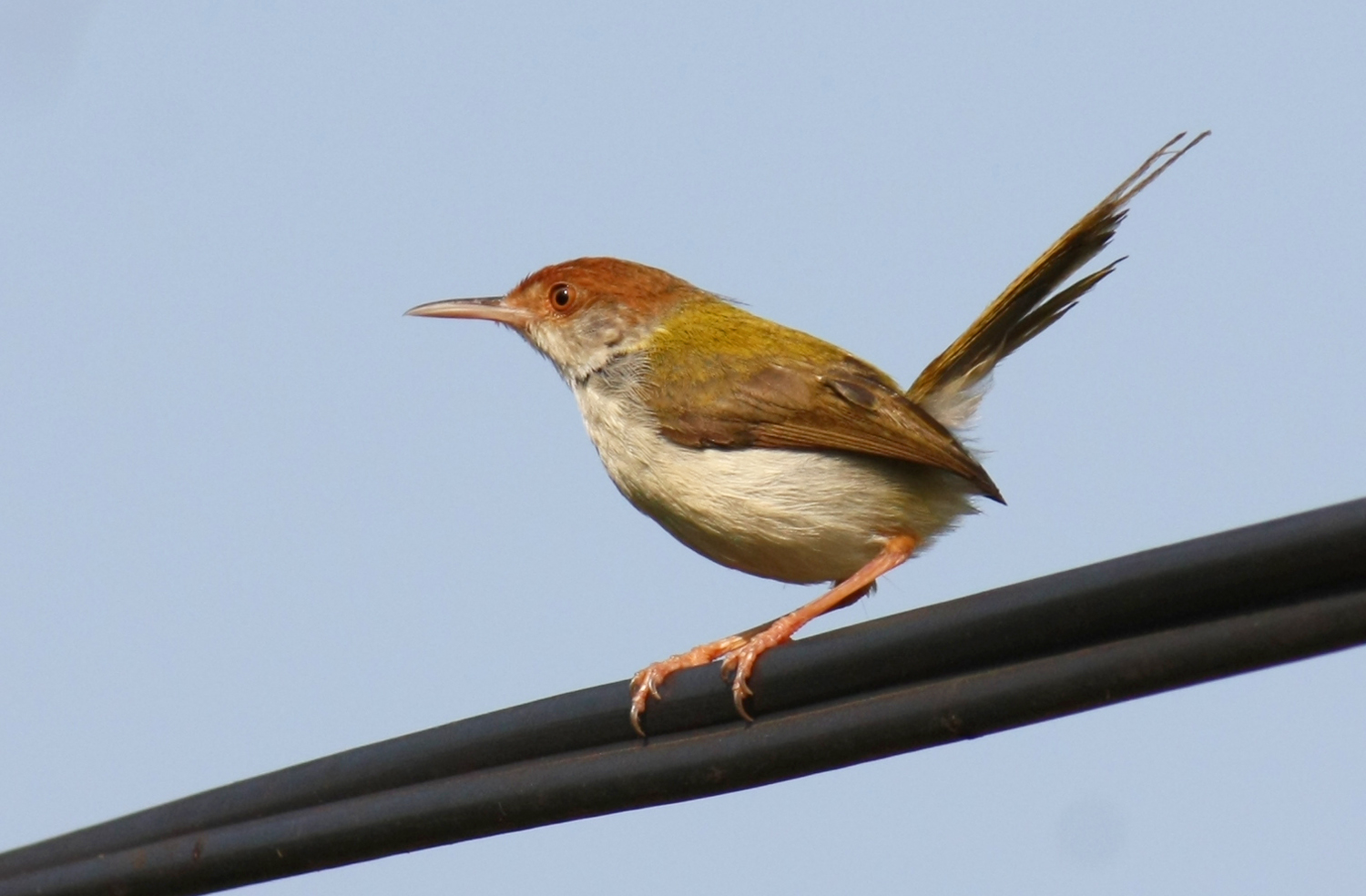